# 11516 Arthurpage
11516 Arthurpage (tên chỉ định: 1991 ED) là một tiểu hành tinh vành đai chính. Nó được phát hiện bởi Tsutomu Seki ở Đài thiên văn Geisei ở Kōchi, Kōchi Prefecture, Nhật Bản, ngày 6 tháng 3 năm 1991. Nó được đặt theo tên Arthur Page, một nhà thiên văn học Úc.